# Pépoaza œil-de-feu
Pyrope pyrope
Genre
Espèce
Statut de conservation UICN

 LC  : Préoccupation mineure
Le Pépoaza œil-de-feu (Pyrope pyrope) est une petite espèce de passereaux de la famille des tyrannidés,,.

## Répartition et sous-espèces

répartition

Cet oiseau est représenté par deux sous-espèces selon la classification de référence du Congrès ornithologique international (version 14.1, 2024) :
- Pyrope pyrope Kittlitz, 1830 : Andes du centre du Chili et des régions limitrophes de l'Argentine, jusqu'à la Terre de Feu ;
- Pyrope fortis Philippi Bañados & Johnson, AW, 1946 : île de Chiloé (Chili)[1],[2].